# 韩琍琍
韩琍琍（？—），中华人民共和国政治人物、外交官。
1989年，接替周阳，担任中华人民共和国驻爱尔兰大使。1993年，由范慧娟接任。